# Mongolarachne jurassica
Mongolarachne jurassica (Selden, Shih & Ren, 2011) è una specie di ragni fossili del sottordine Araneomorphae.
È l'unica specie del genere Mongolarachne, che è l'unico genere della famiglia Mongolarachnidae

## Descrizione
La famiglia ha molte caratteristiche in comune con le Nephilinae.

## Distribuzione
Si tratta di una famiglia estinta di ragni la cui unica specie ad oggi nota è stata scoperta nella Formazione di Daohugou, al confine fra le regioni cinesi di Hebei e Liaoning. Esse risalgono al Giurassico.

## Tassonomia
Inizialmente denominata dagli autori Nephila jurassica, in una loro comunicazione del 2013, per evidenti differenze, l'hanno assurta al rango di famiglia a sé.
A marzo 2015, di questa famiglia fossile è noto un solo genere, composto da una sola specie:
- Mongolarachne Selden, Shih & Ren, 2013 †, Giurassico
  - Mongolarachne jurassica (Selden, Shih & Ren, 2011) †, Giurassico

Nel 2019 è stata pubblicata l'identificazione di una seconda specie fossile, Mongolarachne chaoyangensis, ma secondo alcuni studi il fossile in questione sarebbe in realtà un crostaceo, con una parziale falsificazione.